# Lobelia rubescens
Lobelia rubescens är en klockväxtart som beskrevs av De Wild. Lobelia rubescens ingår i släktet lobelior, och familjen klockväxter. Inga underarter finns listade i Catalogue of Life.